# Aristolochia fangchi
Aristolochia fangchi là một loài thực vật có hoa trong họ Aristolochiaceae. Loài này được Y.C.Wu ex L.D.Chow & S.M.Hwang mô tả khoa học đầu tiên năm 2003.